# Липси, Морис

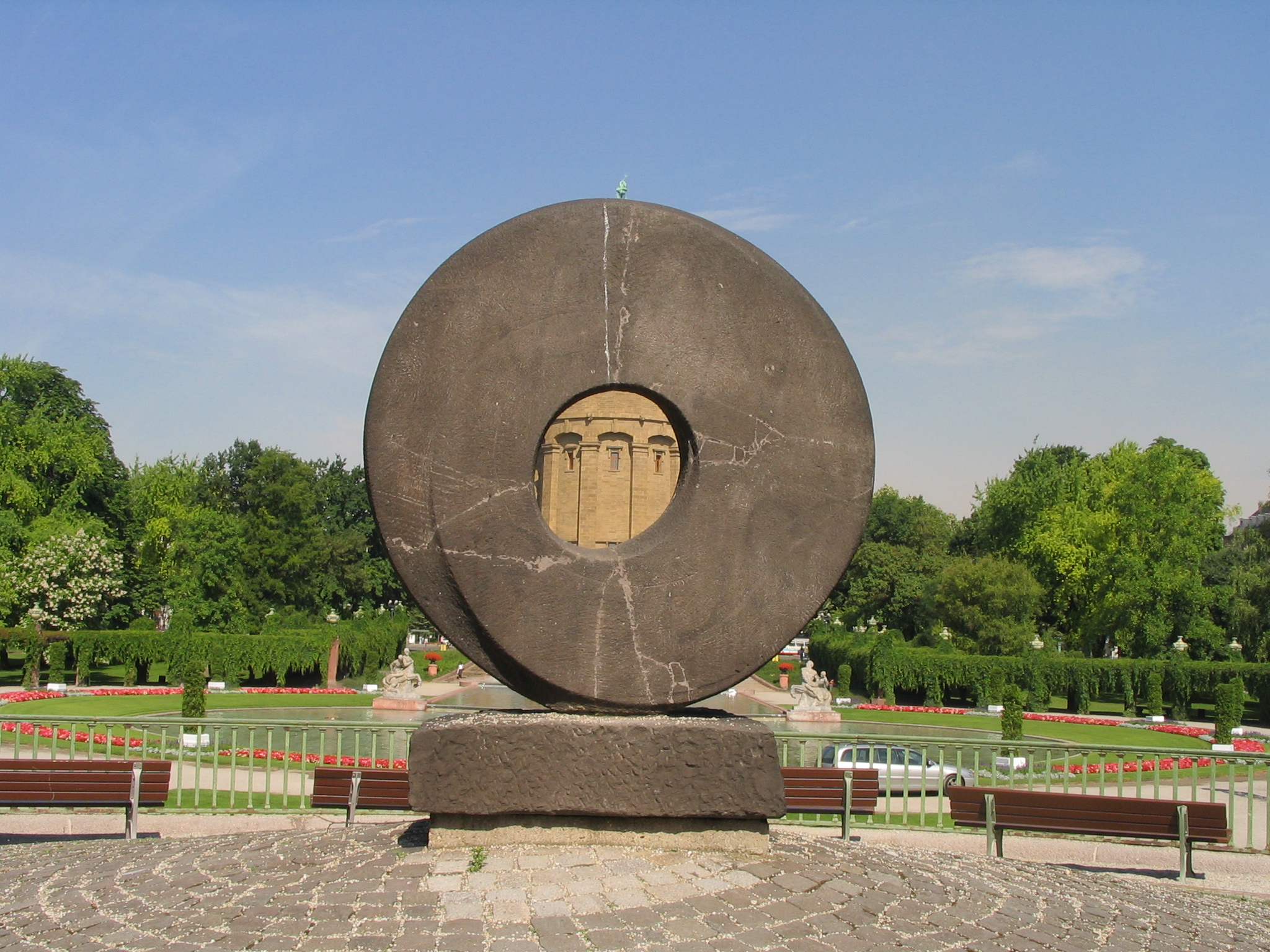
Колесо, Мангейм (1960)

Морис Липси (настоящее имя Морис Липшиц; фр. Morice Lipsi, 29 апреля 1898, Пабьянице — 7 июня 1986, Кюснахт) — французский скульптор еврейского происхождения, деятель парижского авангарда. Один из крупнейших представителей абстрактного искусства в области каменной скульптуры в послевоенный период.

## Жизнь и творчество
Сын Самуэля Липшица (фр. Samuel Abraham Lipszyc) и Эстер Михалович (фр. Esthere Michalowitz). В 1912 году М. Липшиц приехал в Париж и поселился в международной колонии молодых художников, вместе с А. Модильяни, Х. Сутином, М. Шагалом, О. Цадкиным, Г. Аполлинером и другими. С 1916 года он — студент в парижской Школе изящных искусств. В 1922 году состоялась первая персональная выставка работ Липси в галерее Гебрар (Hébrard). В 1927 году он познакомился с художницей Хильдегард Вебер, и вскоре они женятся. В 1933 году Липси получил французское гражданство. Несколько десятилетий своей жизни скульптор жил и работал в местечке Шевильи-Ларю близ Парижа.
Многие монументальные скульптуры работы М. Липси находятся на открытых площадях городов Франции, Японии, Чехословакии, Исландии, Израиля, Германии, а также в частных коллекциях. В 1959 году он принимает участие в выставке современного искусства documenta II в Касселе. В 1964 он участвует в работе Первого международного симпозиума скульпторов в Словакии.